# Livistona mariae
Livistona mariae là loài thực vật có hoa thuộc họ Arecaceae. Loài này được F.Muell. mô tả khoa học đầu tiên năm 1878.

## Hình ảnh

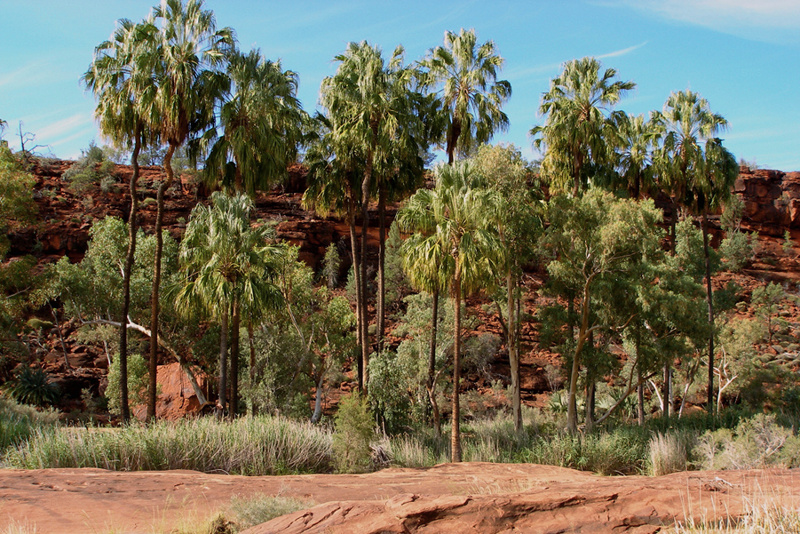
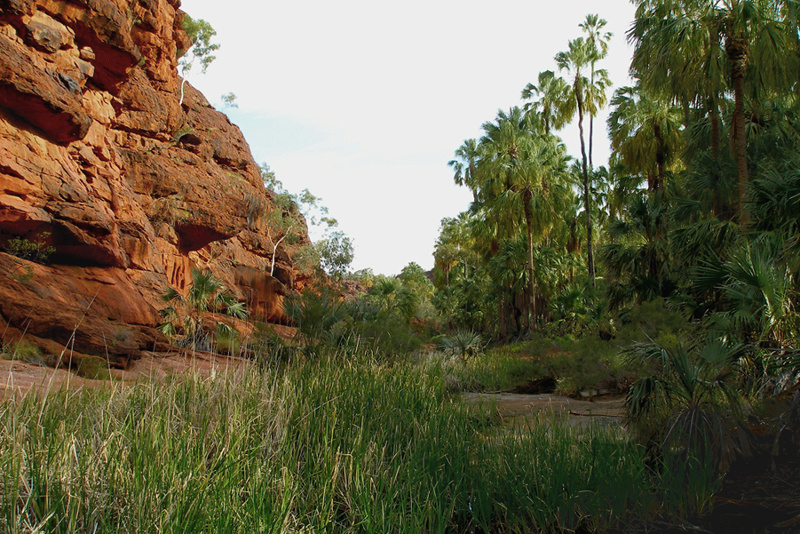